# Kun Ágnes
Kun Ágnes (Nagyenyed, 1915. január 21. – Budapest, 1990. október 19.), születési neve: Kohn Ágnes, házassága révén Hidas Antalné, oroszul: Агнесса (Агнеш) Кун, magyar műfordító, szerkesztő, Kun Béla és Gál Irén lánya, Hidas Antal második felesége.

## Élete

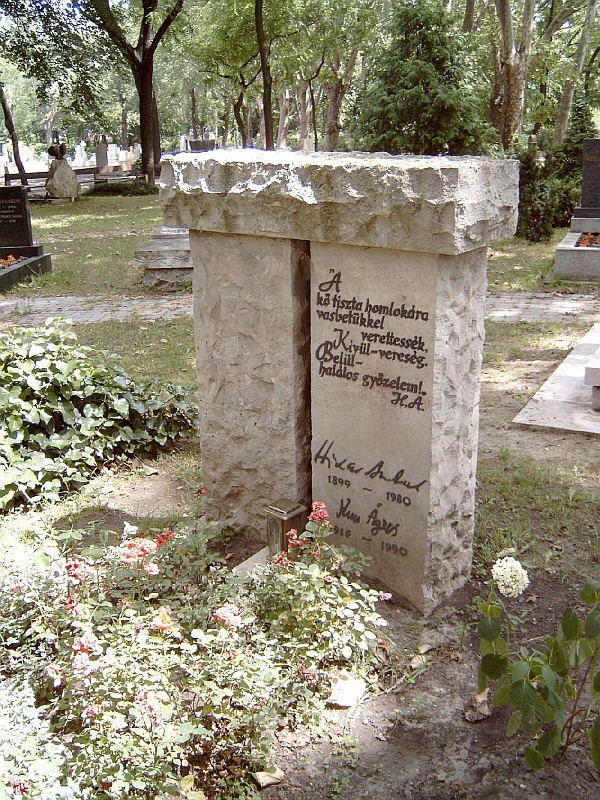
Kun és Hidas sírja a budapesti Kerepesi temetőben (42/1)

A Magyarországi Tanácsköztársaság bukásának napján édesanyjával együtt a Kelenföldi pályaudvarra ment, és a népbiztosok hozzátartozóit szállító vonattal Ausztriába került. Innen édesanyjával Olaszországba utaztak tovább. Ekkor született meg az öccse, a későbbi orvos, Kun Miklós (1920–1996) Bolognában.
Az 1920-as évek elején a Szovjetunióba mentek, ahol csatlakoztak a család fejéhez, Kun Bélához. Ágnes beiratkozott a moszkvai egyetemre, ahol történelmet, irodalmat, illetve filozófiát hallgatott, és megismerkedett az orosz irodalommal. A Szovjetunióban kötött házasságot Hidas Antallal.
Az 1940-es években kezdte meg komolyabb műfordítói tevékenységét, Anna Krasznova álnéven. Lefordította Gárdonyi Géza Egri csillagok című művét, de ezenkívül fordított még Petőfi, Móricz, Hidas és Karikás műveket is. Műfordítói munkájához tartozik az is, hogy több magyar költő (Fazekas Mihály, Vörösmarty Mihály, Arany János, Ady Endre, József Attila, Radnóti Miklós) művéből nyersfordítást készített, és felkért orosz költőket (Paszternak, Csukovszkij, Martinov, Szamojlov stb.) a versek orosz változatainak megírására. Nagyobb kihívást jelentett Vörösmarty Mihály Csongor és Tünde című műve, vagy Madách Imre Az ember tragédiája című drámája.
1959-ben visszatért Magyarországra, és a Kun Béla-centenárium egyik előkészítője volt. Később férje egyes írásainak sajtó alá rendezésével foglalkozott.